# Alireza Avayi
Alireza Avayi (in persiano ‎) (Dezful, 20 maggio 1956) è un politico iraniano, Ministro della giustizia dal 2017 al 2021.

## Biografia
Conservatore, è stato eletto ministro al parlamento con 244 voti a favore, 18 contro, 23 astenuti e 3 non validi.
Avayi ha prestato la maggior parte della sua carriera nel settore giudiziario, essendo stato nominato procuratore generale a Dezful alla vigilia della rivoluzione iraniana del 1979 e detenendo lo stesso ufficio ad Ahvaz nel 1988.